# Adrienne Hill
Adrienne Hill (født 22. juli 1937, død 6. oktober 1997) var en britisk skuespillerinde, som er mest kendt for at have spillet Katarina i Doctor Who.